# St. Ursula (Arlesried)

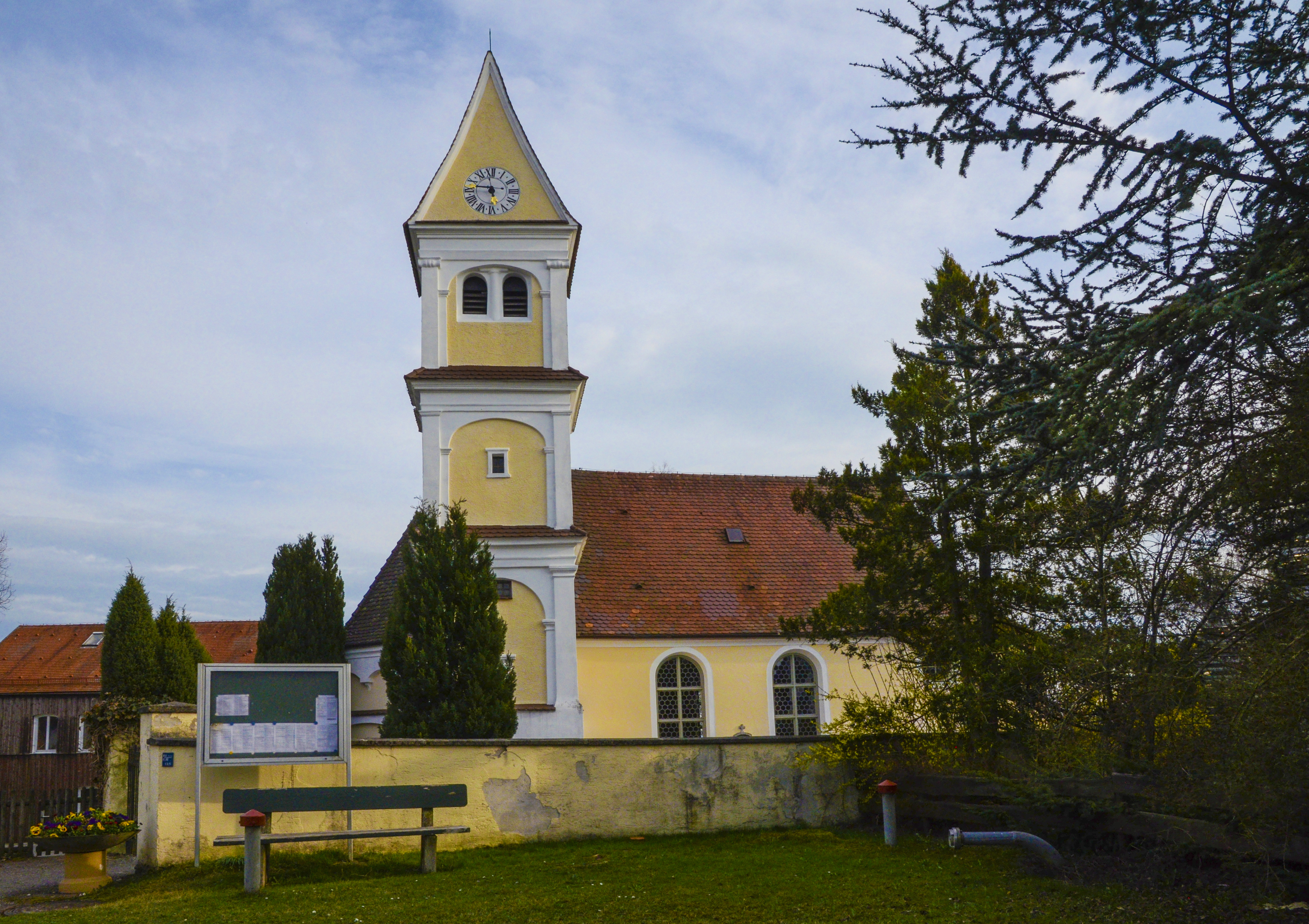
St. Ursula, Arlesried

Die evangelisch-lutherische Kirche St. Ursula befindet sich in Arlesried, einem Gemeindeteil der Gemeinde Erkheim im Landkreis Unterallgäu in Bayern. Die Kirche steht unter Denkmalschutz.

## Geschichte

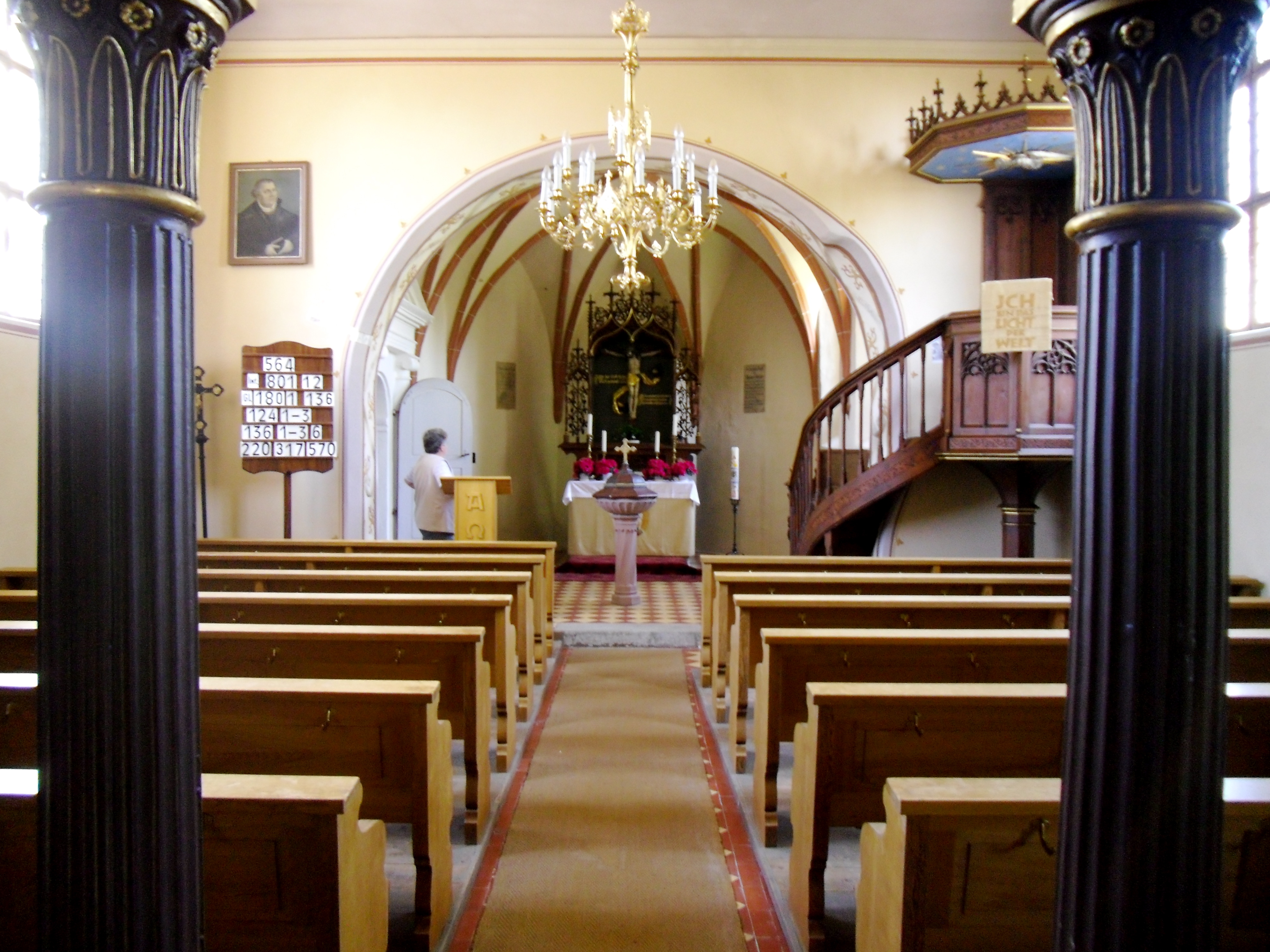
Innenansicht

Eine erste Kirche in Arlesried wurde bereits 1167 erwähnt. 1472 ließ Erhart Vöhlin die Kirche neu errichten. Der Chor des Baus aus dem 15. Jahrhundert ist noch erhalten. 1683 wurde das Langhaus errichtet. Im 17. Jahrhundert wurde der Kirchturm erbaut.

## Baubeschreibung
Das Langhaus mit Flachdecke besteht aus drei Fensterachsen. Im Langhaus sind rundbogige Fenster angebracht. An das Langhaus schließt sich der eingezogene Chor mit 5/8-Schluss an. Der Chor besteht aus einem Joch und verfügt über ein Netzrippengewölbe auf Pyramiden- und Maskenkonsolen. An der Südseite des Chores sind zwei spitzbogige Fenster eingesetzt. Ein rundbogiges Portal im Chor führt an der Nordseite in das Turmuntergeschoss mit Kreuzgratgewölbe. Das Portal ist von jonischen Halbsäulen umgeben und mit einem Dreiecksgiebel abgeschlossen. Außen am Chor befinden sich Ecklisenen mit Korbbogenfries. Im nördlichen Chorwinkel ist der Turm aus dem 17. Jahrhundert errichtet. Im Gegensatz zum ungegliederten Turmuntergeschoss sind die drei oberen Geschosse mit Eckpilastern vor Blendbögen gegliedert. Klangarkaden befinden sich zu allen Seiten im Turmobergeschoss. Der Kirchturm ist mit einem Satteldach gedeckt. Eine Epitaphplatte von 1826 befindet sich außen am Chor.

## Ausstattung
Die Kirchenausstattung ist zum größten Teil neugotisch. Der Altar und die Kanzel wurden vom Memminger Kunstschreiner und Altarbauer Leonhard Vogt geschaffen und stammen aus dem Jahr 1896. Der Chorstuhl ist aus Nadelholz gefertigt und stammt vom Ende des 17. Jahrhunderts. Das Abschlussgesims ist mit Laubsägeornament versehen. Ebenfalls aus Nadelholz ist das Stallengestühl unter der Empore gefertigt. Dieses stammt aus dem 17./18. Jahrhundert. In der Kirche befindet sich eine Gedenktafel aus Solnhofener Plattenkalk für die Gefallenen und Vermissten der Kriege von 1805 bis 1815. Die Gedenktafel ist mit Reich Sth. bezeichnet.